# 冬サラミ

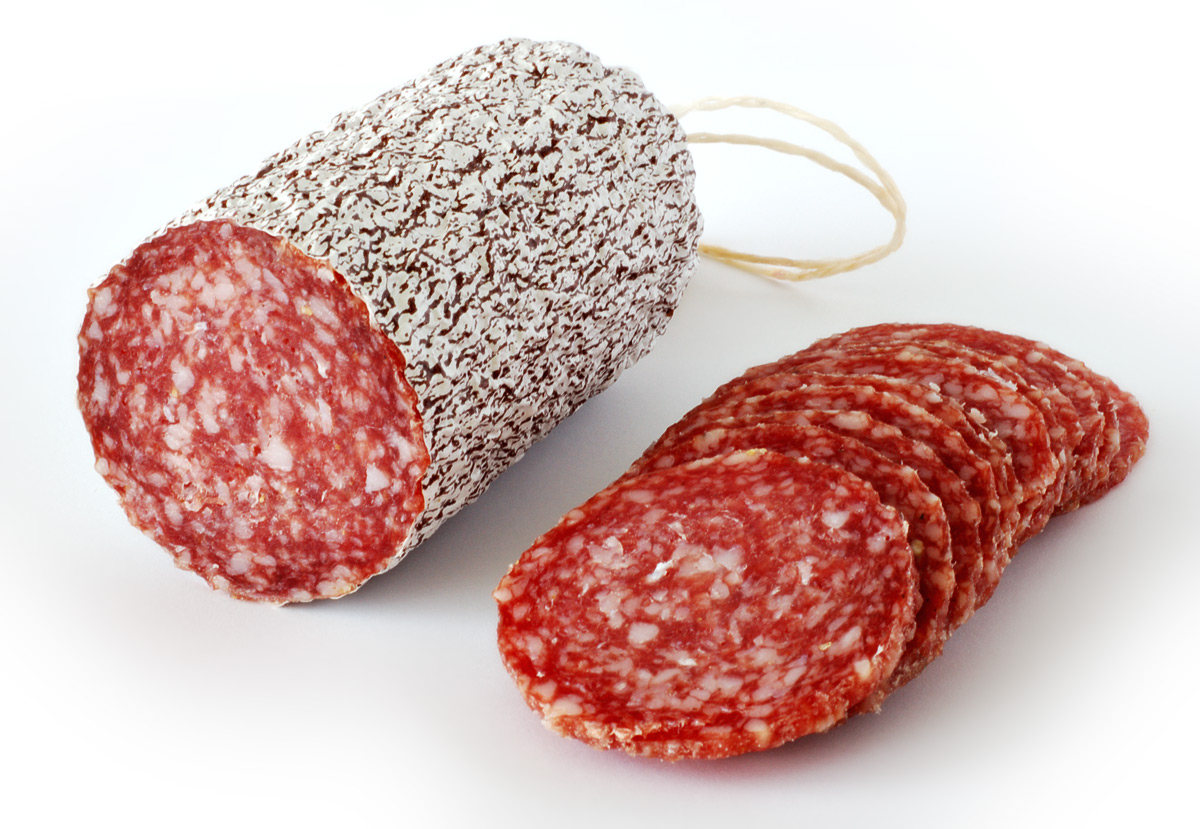

冬サラミ（ハンガリー語:  téliszalámi [ˈte̝ːli ˌsɒlɑ̈ːmi] テーリサラーミ）は、ハンガリーで製造される、貴腐菌の白カビ 付きサラミとして有名なハンガリーサラミの一種である。かつては冬の間に製造されていたためにこう名づけられた。時代が進み需要が増えると共に一年中製造できるようになったが、一世紀以上経った今も尚その伝統の技術・製法は守り受け継がれている。香辛料にはハンガリー特産のパプリカが含まれており、冷薫されたのち、じっくりと熟成される。セゲドで生産されるセゲド冬サラミ（szegedi téliszalámi [ˈseɡɛdi ˈte̝ːli ˌsɒlɑ̈ːmi] セゲディ・テーリサラーミ）は、欧州連合の原産地名称保護制度の対象となっている。日本では英語風に ウィンターサラミ (英語: winter salami) という商品名で販売されている。なお、冬サラミを愛好する日本人の間ではテーリサラーミというハンガリー語の呼称以外にもハンガリー語のサラーミを日本語のサラミに置き換えてテーリサラミと呼ぶ者も多い。
冬サラミの製造で最も成功をおさめているのは、セゲドに本社と工場を置くピック・セゲド社 (Pick Szeged (Zrt.) [ˈpikːk ˈseɡɛd (ˈze̝ː ɛrːte̝ː]) である。同社はハンガリーサラミの中で最も売り上げが高く、最も人気がある。